# 화이트박스 검사

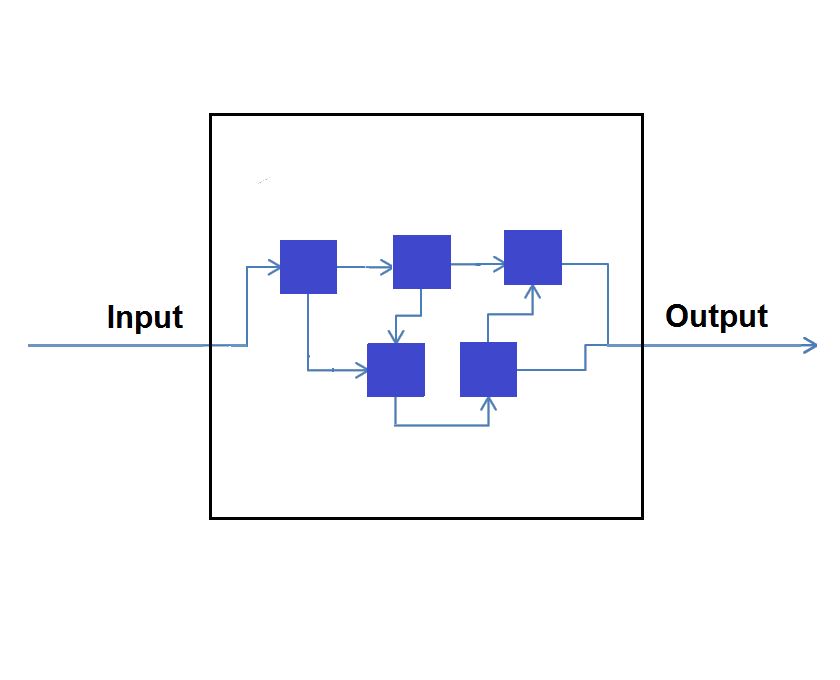

화이트박스 검사(White-box testing)는 응용 프로그램의 내부 구조와 동작을 검사하는 소프트웨어 테스트 방식으로, 블랙박스 검사와는 반대된다.
화이트박스 검사는 다음의 기술을 포함한다.
- 제어 흐름 테스트
- 데이터 흐름 테스트
- 분기(branch) 테스트
- 경로 테스트

## 개요
화이트박스 검사(White Box Test) 기법은 소프트웨어 내부 소스 코드를 테스트하는 기법이다. 소프트웨어를 테스트하는 방법은 크게 블랙박스 검사(Black-Box Test) 기법과 화이트박스 검사(White-Box Test) 기법이 있다. 블랙박스 검사 기법은 소프트웨어의 내부를 보지 않고, 입력과 출력값을 확인하여,기능의 유효성을 판단하는 테스트 기법이며, 화이트박스 검사 기법은 소프트웨어 내부 소스코드를 확인하는 기법이다. 화이트박스 테스트를 하는 이유는 내부 소스코드의 동작을 개발자가 추적 할 수 있기 때문에, 동작의 유효성 뿐만아니라 실행되는 과정을 살펴봄으로써, 코드가 어떤경로로 실행되며, 불필요한 코드 혹은 테스트되지 못한 부분을 살펴볼 수 있다. 화이트박스 테스트를 하는 부분은 대개 코드의 실행 경로를 확인해야 하기 때문에 시중에 나와 있는 커버리지 분석도구를 많이 활용한다. 화이트박스 검사 기법은 블랙박스 검사 기법에 비해 많은 과 같은 무료도구가 있는 반면에 크리티컬한 마켓에 사용되는 상용 도구 또한 있다.

## 같이 보기
- 블랙박스 검사

## 참고 문헌
- ISO 26262 지원을 위한 Automotive 솔루션 (MDS테크놀로지)